# André-Pierre Contandriopoulos
André-Pierre Contandriopoulos (Dieulefit, Drôme, França, 1 de julho de 1943) é professor emérito de administração em saúde da Escola de Saúde Pública da Universidade de Montreal e membro da Royal Society of Canada.
Suas pesquisas e seu posicionamento político contribuíram, significativamente, para influenciar o sistema de saúde público de Quebec, no Canadá. Em particular, o seu trabalho sobre o financiamento dos cuidados em saúde e sobre a importância de garantir um seguro de saúde público e universal esteve no centro dos debates públicos sobre o tema. Orientou dezenas de alunos de mestrado e doutorado e teve participação relevante na área.

## Obra
- Contandriopoulos, André-Pierre. Saber preparar uma pesquisa: definição, estrutura, financiamento; tradução, Sílvia Ribeiro de Souza. São Paulo: Hucitec; Rio de Janeiro, RJ: Abrasco, 1997. 215 p. ISBN 85-271-0265-X.
- Brousselle, Astrid; Champagne, François; Contandriopoulos, André-Pierre; Hartz, Zulmira (eds.). L'évaluation: concepts et méthodes. Montréal, QC: Les Presses de l’Université de Montréal, 2009. 304 p.
- Contandriopoulos, André-Pierre; Hartz, Zulmira; Gerbier, Marion; Nguyen, Amélie. Santé et citoyenneté. Les expériences du Brésil et du Québec. Montreal: Presses de l’Université de Montréal, 2009. 403 p.